# Olympiska sommarspelen 2008
Olympiska sommarspelen 2008 var de tjugosjätte anordnade moderna olympiska sommarspelen (under den 29:e moderna olympiaden) och hölls i Peking i Kina mellan 8 och 24 augusti 2008. Den officiella logotypen för spelen var "Dansande Peking", där tecknet 京 ur namnet 北京, Bei-jing 'Norra huvudstaden', hade omformats så att det liknar en dansande idrottare. Spelens motto var "En värld, En dröm" (kin. 同一个世界 同一个梦想, Tóng Yíge Shìjiè Tóng Yíge Mèngxiǎng). 302 grenar i 28 olika sporter hölls; en mer än OS i Aten 2004. Invigningen startade den 8 augusti 2008 (08-08-08) klockan 20.08 lokal tid.
Den 8 juli 2005 meddelade Internationella Olympiska Kommittén att hästtävlingarna skall hållas i Hongkong. Hongkong har fortfarande en egen olympisk kommitté, så detta blev andra gången som samma OS arrangerades av två nationella olympiska kommittéer. Första gången var vid olympiska sommarspelen 1956 i Melbourne i Australien, då hästtävlingarna avgjordes i Sverige på grund av Australiens dåvarande karantänbestämmelser. Vissa sporter, såsom fotboll, segling och den nya maratonsimningen (10 kilometer) hölls i städer i Folkrepubliken Kina.

## Omröstning
| Resultat av omröstningen för OS 2008 | Resultat av omröstningen för OS 2008 | Resultat av omröstningen för OS 2008 | Resultat av omröstningen för OS 2008 |
| ------------------------------------ | ------------------------------------ | ------------------------------------ | ------------------------------------ |
| Stad                                 | Nation                               | Omgång 1                             | Omgång 2                             |
| Peking                               | Kina                                 | 44                                   | 56                                   |
| Toronto                              | Kanada                               | 20                                   | 22                                   |
| Paris                                | Frankrike                            | 15                                   | 18                                   |
| Istanbul                             | Turkiet                              | 17                                   | 9                                    |
| Osaka                                | Japan                                | 6                                    | —                                    |

Peking valdes den 13 juli 2001, då den 112:e IOK-sessionen samlades i Moskva i Ryssland, före Toronto, Paris, Istanbul och Osaka. Före sessionen hade fem andra orter också ansökt om att få arrangera sommar-OS 2008. Dessa var Bangkok, Kairo, Havanna, Kuala Lumpur och Sevilla, som år 2000 misslyckades. Peking hade 1993 förlorat mot Sydney om vilken ort som skulle få arrangera de olympiska sommarspelen år 2000.

## Arenor

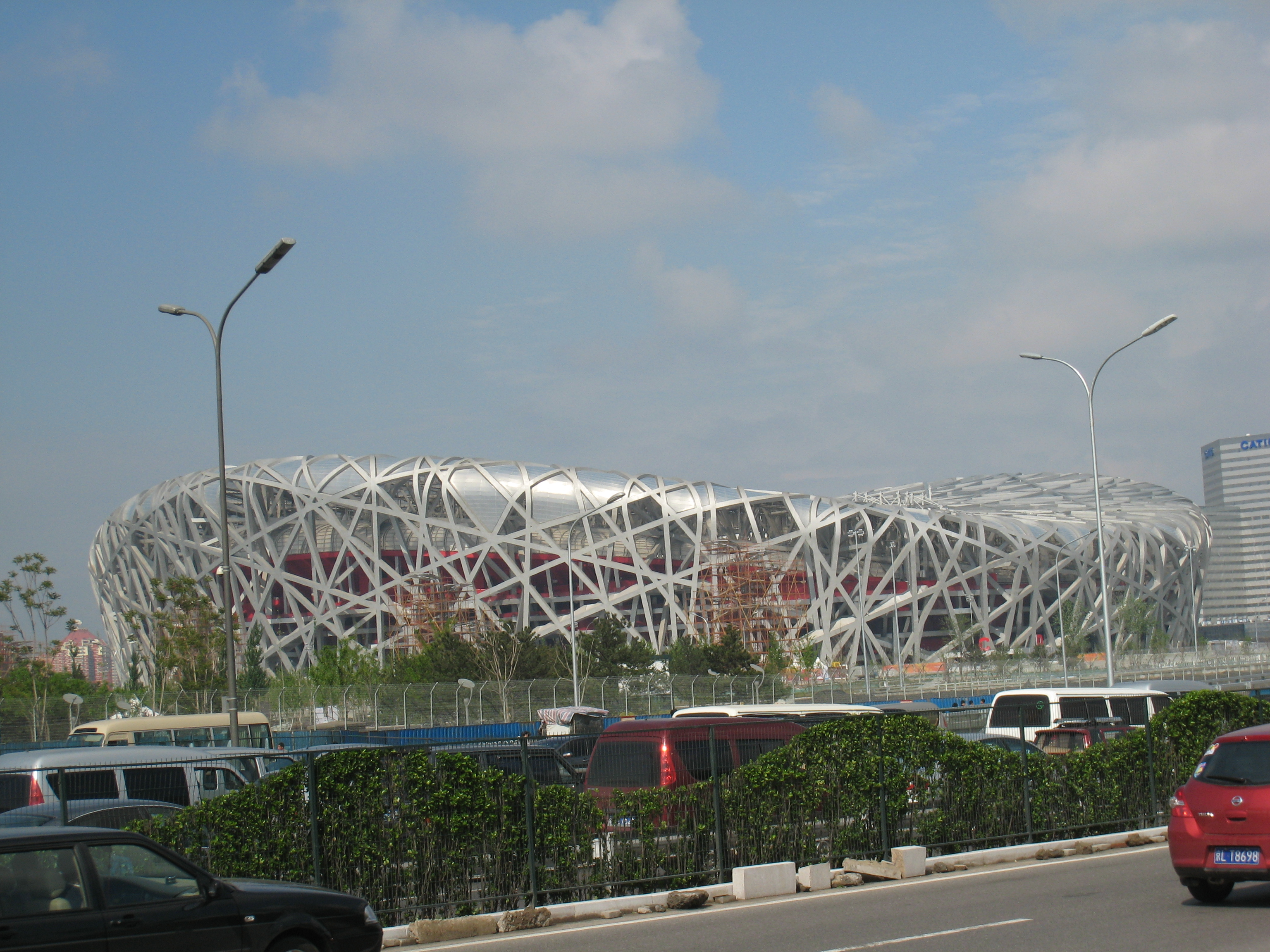
Pekings Nationalstadion.

Bortsett från vissa fotbollsmatcher hölls de flesta tävlingarna i Peking. Undantaget var hästsporten, som i sin helhet hölls i Hongkong. Många arenor samlades i den nybyggda Olympiaparken, bland annat huvudarenan, där invignings- och avslutningsceremonierna hölls. Det var en helt nybyggd arena, Nationalstadion (Fågelboet), som tar 91 000 åskådare. Bredvid denna finns även Nationella simstadion och Nationella inomhusstadion, båda nybyggda inför OS.
Totalt användes 37 arenor för tävlingar, varav vissa var tillfälliga arenor som endast användes under OS. Många andra arenor hade tillfälligt större kapacitet för publik under olympiaden.

## Emblem

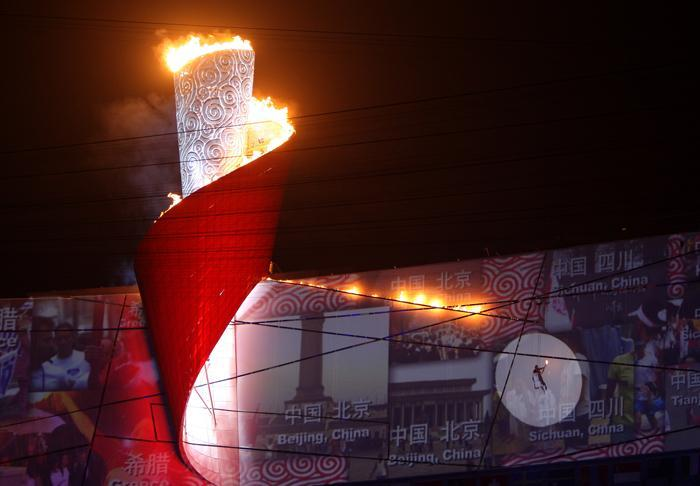
Den olympiska elden

Det officiella emblemet för OS i Peking 2008 hette "kinesiskt sigill - dansande Peking" och kombinerade kinesisk kalligrafi med olika idrottsliga figurer. Gestalten föreställer den kinesiska figuren "Jing".
Verket symboliserar fyra olika budskap:
- Kinesisk kultur
- Kinas röda färg
- Peking välkomnar världens alla vänner
- Att utmana det extrema och nå det perfekta samt att främja det olympiska mottot "Citius, Altius, Fortius" (snabbare, högre, starkare).

## Maskotar
Spelens maskotar var fem barn, kallade fuwa.
- BeiBei - en fisk
- JingJing - en panda
- HuanHuan - den olympiska elden
- YingYing - en chiru
- NiNi - en svala

Förutom att representera var sitt populärt kinesiskt djur plus den olympiska elden hade de fått var sitt tvåstavigt namn. Om man tar den första stavelsen i varje maskots namn får man en mening, "Bei Jing Huan Ying Ni", som betydde "Välkommen till Peking".

## Slogan
Den 26 juni 2005 avslöjade Beijing Olympic Committee att slogan för de Olympiska sommarspelen 2008 blir ”En värld - en dröm” (förenklad kinesiska: 同一个世界 同一个梦想, traditionell kinesiska: 同一個世界 同一個夢想 och pinyin: Tóng Yíge Shìjiè Tóng Yíge Mèngxiǎng). Sloganen valdes från över 210 000 kandidater från hela världen, eftersom den uppmanade världen att enas och gå med den olympiska känslan och bygga en bättre framtid för mänskligheten.

## Sporter
| - Badminton - Baseboll - Basketboll - Bordtennis - Boxning - Brottning - Bågskytte - Cykelsport - Fotboll - Friidrott - Fäktning | - Gymnastik - Handboll - Judo - Kanotsport - Konstsim - Landhockey - Modern femkamp - Ridsport - Rodd - Segling | - Simhopp - Simning - Skytte - Softboll - Taekwondo - Tennis - Triathlon - Tyngdlyftning - Vattenpolo - Volleyboll |

Ovan är 31 sporter listade, men Internationella Olympiska Kommittén räknade endast med 28 sporter. Skillnaden är att IOK räknar baseboll och softboll som samma sport, samt att vattenpolo och konstsim räknas som varianter av simning.

## Kalender
Varje blå box representerar en tävling, exempelvis ett kval, den dagen. De gula boxarna representerar en prisutdelning för en sport. Siffran i boxen representerar antalet finaler som hålls den dagen.
Kompletta och detaljerade tävlingsprogram finns i respektive sports artikel.
| ● | Öppningsceremoni | ● | Tävling | ● | Grenfinal | ● | Avslutningsceremoni |

| Augusti         | 6 | 7 | 8 | 9 | 10 | 11 | 12 | 13 | 14 | 15 | 16 | 17 | 18 | 19 | 20 | 21 | 22 | 23 | 24 | T   |
| --------------- | - | - | - | - | -- | -- | -- | -- | -- | -- | -- | -- | -- | -- | -- | -- | -- | -- | -- | --- |
| Ceremonier      |   |   | ● |   |    |    |    |    |    |    |    |    |    |    |    |    |    |    | ●  |     |
| Bågskytte       |   |   |   |   | 1  | 1  |    |    | 1  | 1  |    |    |    |    |    |    |    |    |    | 4   |
| Friidrott       |   |   |   |   |    |    |    |    |    | 2  | 4  | 6  | 6  | 5  | 3  | 6  | 7  | 7  | 1  | 47  |
| Badminton       |   |   |   |   |    |    |    |    |    | 1  | 2  | 2  |    |    |    |    |    |    |    | 5   |
| Baseboll        |   |   |   |   |    |    |    |    |    |    |    |    |    |    |    |    |    | 1  |    | 1   |
| Basketboll      |   |   |   |   |    |    |    |    |    |    |    |    |    |    |    |    |    | 1  | 1  | 2   |
| Boxning         |   |   |   |   |    |    |    |    |    |    |    |    |    |    |    |    |    | 5  | 6  | 11  |
| Kanot och kajak |   |   |   |   |    |    | 2  |    | 2  |    |    |    |    |    |    |    | 6  | 6  |    | 16  |
| Cykling         |   |   |   | 1 | 1  |    |    | 2  |    | 1  | 3  | 1  | 2  | 3  |    | 2  | 1  | 1  |    | 18  |
| Simhopp         |   |   |   |   | 1  | 1  | 1  | 1  |    |    |    | 1  |    | 1  |    | 1  |    | 1  |    | 8   |
| Ridsport        |   |   |   |   |    |    | 2  |    | 1  |    |    |    | 1  | 1  | 1  |    |    |    |    | 6   |
| Fäktning        |   |   |   | 1 | 1  | 1  | 1  | 2  | 1  | 1  | 1  | 1  |    |    |    |    |    |    |    | 10  |
| Landhockey      |   |   |   |   |    |    |    |    |    |    |    |    |    |    |    |    | 1  | 1  |    | 2   |
| Fotboll         |   |   |   |   |    |    |    |    |    |    |    |    |    |    |    | 1  |    | 1  |    | 2   |
| Gymnastik       |   |   |   |   |    |    | 1  | 1  | 1  | 1  |    | 4  | 4  | 4  |    |    |    | 1  | 1  | 18  |
| Handboll        |   |   |   |   |    |    |    |    |    |    |    |    |    |    |    |    |    | 1  | 1  | 2   |
| Judo            |   |   |   | 2 | 2  | 2  | 2  | 2  | 2  | 2  |    |    |    |    |    |    |    |    |    | 14  |
| Modern femkamp  |   |   |   |   |    |    |    |    |    |    |    |    |    |    |    | 1  | 1  |    |    | 2   |
| Rodd            |   |   |   |   |    |    |    |    |    |    | 7  | 7  |    |    |    |    |    |    |    | 14  |
| Segling         |   |   |   |   |    |    |    |    |    |    | 2  | 1  | 2  | 2  | 2  | 2  |    |    |    | 11  |
| Skytte          |   |   |   | 2 | 2  | 2  | 2  | 1  | 2  | 1  | 2  | 1  |    |    |    |    |    |    |    | 15  |
| Softboll        |   |   |   |   |    |    |    |    |    |    |    |    |    |    |    | 1  |    |    |    | 1   |
| Simning         |   |   |   |   | 4  | 4  | 4  | 4  | 4  | 4  | 4  | 4  |    |    | 1  | 1  |    |    |    | 34  |
| Konstsim        |   |   |   |   |    |    |    |    |    |    |    |    |    |    | 1  |    |    | 1  |    | 2   |
| Bordtennis      |   |   |   |   |    |    |    |    |    |    |    | 1  | 1  |    |    |    | 1  | 1  |    | 4   |
| Taekwondo       |   |   |   |   |    |    |    |    |    |    |    |    |    |    | 2  | 2  | 2  | 2  |    | 8   |
| Tennis          |   |   |   |   |    |    |    |    |    |    | 2  | 2  |    |    |    |    |    |    |    | 4   |
| Triathlon       |   |   |   |   |    |    |    |    |    |    |    |    | 1  | 1  |    |    |    |    |    | 2   |
| Volleyboll      |   |   |   |   |    |    |    |    |    |    |    |    |    |    |    | 1  | 1  | 1  | 1  | 4   |
| Vattenpolo      |   |   |   |   |    |    |    |    |    |    |    |    |    |    |    | 1  |    |    | 1  | 2   |
| Tyngdlyftning   |   |   |   | 1 | 2  | 2  | 2  | 2  |    | 2  | 1  | 1  | 1  | 1  |    |    |    |    |    | 15  |
| Brottning       |   |   |   |   |    |    | 2  | 2  | 3  |    | 2  | 2  |    | 2  | 2  | 3  |    |    |    | 18  |
| Grenfinaler     |   |   |   | 7 | 14 | 13 | 19 | 17 | 17 | 16 | 30 | 34 | 18 | 20 | 11 | 23 | 20 | 31 | 12 | 302 |
| Augusti         | 6 | 7 | 8 | 9 | 10 | 11 | 12 | 13 | 14 | 15 | 16 | 17 | 18 | 19 | 20 | 21 | 22 | 23 | 24 | T   |

## Medaljtoppen
Det här är topp-tio placering:
| Plac. | Land           | Guld | Silver | Brons | Totalt antal medaljer | Placering efter antal medaljer |
| ----- | -------------- | ---- | ------ | ----- | --------------------- | ------------------------------ |
| 1.    | Kina           | 51   | 21     | 28    | 100                   | 2                              |
| 2.    | USA            | 36   | 38     | 36    | 110                   | 1                              |
| 3.    | Ryssland       | 23   | 21     | 28    | 72                    | 3                              |
| 4.    | Storbritannien | 19   | 13     | 15    | 47                    | 4                              |
| 5.    | Tyskland       | 16   | 10     | 15    | 41                    | 6                              |
| 6.    | Australien     | 14   | 15     | 17    | 46                    | 5                              |
| 7.    | Sydkorea       | 13   | 10     | 8     | 31                    | 8                              |
| 8.    | Japan          | 9    | 6      | 10    | 25                    | 11                             |
| 9.    | Italien        | 8    | 10     | 10    | 28                    | 9                              |
| 10.   | Frankrike      | 7    | 16     | 17    | 40                    | 7                              |

## Positiva dopningsprov under OS
- Cykelsport, Maria Isabelle Moreno  Spanien. EPO.[7]
- Skytte, Kim Jong Su  Nordkorea. Betablockerare; Propranolol. Silvermedaljör i 50m fri pistol och bronsmedaljör i 10 m luftpistol.[8][9]
- Gymnastik, Do Thi Ngan Thuong  Vietnam. Urindrivande medel som kan dölja dopningspreparat.[9]
- Baseboll, Chang Tai-shan  Taiwan. Positivt A-prov.[9]
- Friidrott, Faní Halkiá  Grekland. Fastnade under OS för ett positivt dopingprov tagit ett träningsläger före OS.[10]
- Friidrott, Ljudmila Blonska  Ukraina. Anabola steroiden Metyltestoron. Hon fråntogs silvermedaljen i sjukamp.[11][12]
- Ridsport, Tony Andre Hansens häst Camiro  Norge. Capsaicin. Hästen var med i det norska lag som tog brons men fråntogs medaljen.[13]
- Ridsport, Bernardo Alvess häst Chupa Chup  Brasilien. Capsaicin.[13]
- Ridsport, Denis Lynchs häst Lantinus  Irland. Capsaicin.[13]
- Ridsport, Christian Ahlmanns häst Cöster  Tyskland. Capsaicin.[13]
- Tyngdlyftning, Igor Razoronov  Ukraina. Anabola steroider.[14]
- Ridsport, Rodrigo Pessoas häst Rufus  Brasilien.[15] Nonivamid som är syntetiskt capsaicin.
- Friidrott, Vadzim Dzevjatoŭski  Belarus. Testosteron. Silvermedaljör i slägga.[16]
- Friidrott, Ivan Tsichan  Belarus. Testosteron. Bronsmedaljör i slägga.[16]
- Ridsport, Courtney Kings häst Mythilus  USA. Felbinac.[17]
- Kanotsport, Adam Seroczyński  Polen. Clenbuterol. 4:e i K2 1000 meter [18]

29 april 2009 gick IOK ut med uppgiften om att även dessa var dopade:
- Cykelsport, Davide Rebellin  Italien. EPO - Mircera. Han tog silver i linjeloppet och lämnade ett positivt dopningsprov i samband med OS.[19]
- Cykelsport, Stefan Schumacher  Tyskland. EPO- Mircera. I mars 2009 fick han två års avstängning av Internationella cykelförbundet sedan han testats positivt för bloddopning under Tour de France, strax före OS.[19]
- Friidrott, Rashid Ramzi  Bahrain. EPO - Mircera. Den olympiske mästaren på 1 500 meter.[19]
- Friidrott, Athanasia Tsoumeleka  Grekland. EPO - Mircera. OS-guldmedaljören från 2004 i gång [19]
- Friidrott, Vanja Perisic  Kroatien. EPO - Mircera. Deltog på 800 meter[19]

Efter tävlingen lämnade Ivan Tjichan och Vadzim Dzevjatoŭski positiva dopningprov med den förbjudna substansen testosteron. Båda överklagade avstängningarna till Idrottens skiljedomstol som i juni 2010 hävde avstängningarna med hänvisningar till bristande provtagningsrutiner och skillnader mellan A- och B-prov.
Internationella olympiska kommittén valde 2016 att, med den allra senaste testtekniken, av totalt 4500 prov omtesta proven från idrottare som skulle kunna vara aktuella för OS i Rio de Janeiro. Omtestning av dopningsprov från OS i Peking 2008 visade att av 454 prov innehöll 31 förbjudna medel. Idrottarna är från tolv olika nationer i sex olika idrotter och 14 är från Ryssland. Idrottare som var dopade under OS 2008 och 2012 kommer inte att få starta i Rio de Janeiro.
Dessa var dopade:
- Friidrott, Anna Tjitjerova  Ryssland.[24]
- Friidrott, Maria Abakumova  Ryssland.
- Friidrott, Anastasia Kapatjinskaja  Ryssland.
- Friidrott, Denis Nizjegorodov  Ryssland.
- Friidrott, Julia Tjermosjanskaja  Ryssland.
- Friidrott, Inga Abitova  Ryssland.
- Friidrott, Denis Aleksejev  Ryssland.
- Friidrott, Jekaterina Volkova  Ryssland.
- Friidrott, Aleksandr Pogorelov  Ryssland.
- Friidrott, Tatjana Firova  Ryssland.
- Friidrott, Ivan Jusjkov  Ryssland.
- Tyngdlyftning, Nadezjda Jevstiuchina  Ryssland.
- Tyngdlyftning, Marina Sjainova  Ryssland.
- Rodd, Alexander Kornilov  Ryssland.

## Uteslutet för brott mot den olympiska andan
- Friidrott, Ekaterini Thánou  Grekland
- Brottning, Ara Abrahamian  Sverige
- Taekwondo Ángel Matos  Kuba

## Sport och politik

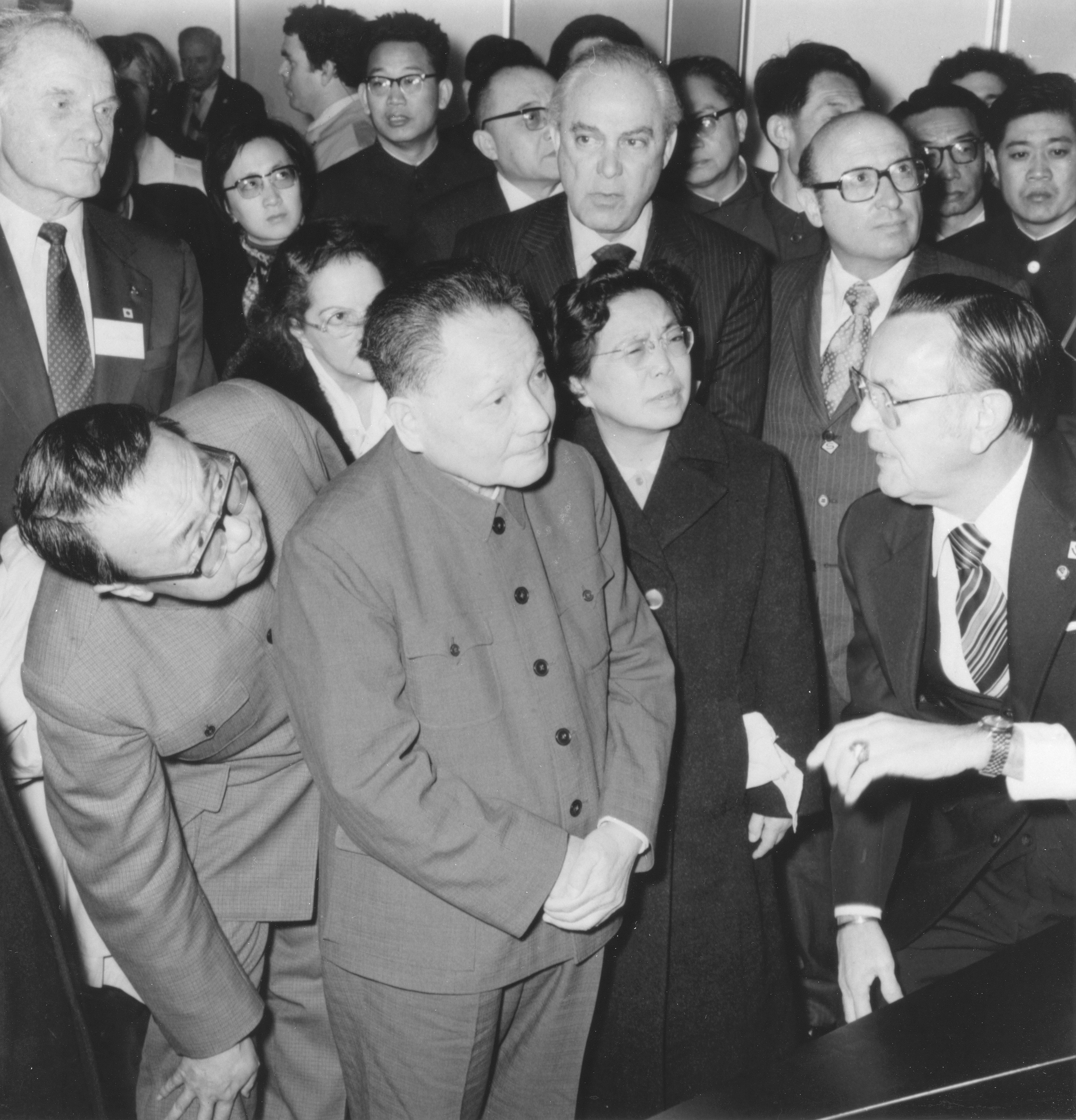
Deng Xiaoping iklädd Mao-kostym 1979.

De olympiska sommarspelen 2008 hade tillmätts en politisk betydelse som jämfördes med olympiska sommarspelen 1936 i Berlin. Folkrepubliken Kina hade sedan revolutionsledaren Mao Zedongs död 1976 genomgått en omfattande politisk omorientering och de senaste årtiondena upplevt en ekonomisk tillväxt utan motstycke. Det var ett "nyrikt" Kina som arrangerade OS, inte "kulturrevolutionens cyklister" i Mao-jackor. Men det var fortfarande ett Kina som kommunistpartiet höll i ett "järngrepp" och där mänskliga rättigheter undertryckts. Regimen hade intresse av att stolt visa upp vad som åstadkommits i materiell väg, utan att störas av politiska protester.
Det hade riktats en hel del kritik mot att Kina fick anordna OS. Kritiken handlade inte om sport utan kritik mot Kinas politiska system och den politik landets ledning förde. Det handlar bland annat om deras syn på mänskliga rättigheter, till exempel att Kina tillämpat dödsstraff, för kritiker till kommunismen och den kinesiska staten och att eftersom Kina klassas som diktatur så kan man se det hela som en slags propaganda för deras politik.
Kritikerna har sagt att OS ger en enorm positiv propaganda för Kina och dess regering, vilket många inte velat att den kinesiska regeringen skall få. Det förekommer dock så mycket motpropaganda från personer kritiska till Kina att propagandavärdet av OS inte blir så stort.
Under ett av IOK:s besök i Kina under 2005 kom det fram att regimen hade för avsikt att kräva uppgifter om utländska journalisters religiösa tillhörighet innan de släpps in i landet i samband med OS. Falungong-utövare göre sig icke besvär.
I september 2007 blossade "Burmahändelserna" upp och tal om bojkott av OS, även av tävlingarna, blev allt mer intensiv.

## TV-sändningar

### Ansvariga TV-företag
| NOC       | Land      | TV-företag         | TV-kanaler | Sändningstid               |
| --------- | --------- | ------------------ | --- | -------------------------- |
| Europa    | Europa    | Eurosport          | Eurosport, Eurosport 2 och Eurosport HD                                                                          |                            |
| Danmark   | Danmark   | DR TV2             | DR1, DR2 och TV2                                                                                                 | 280 timmar 55 timmar ?     |
| Finland   | Finland   | YLE                | YLE TV2, YLE Peking HD, YLE FST5                                                                                 |                            |
| Frankrike | Frankrike | France Télévisions | France 2, France 3 och France 2 HD                                                                               |                            |
| Grekland  | Grekland  | ERT                | ERT world? |                            |
| Italien   | Italien   | Rai                | Rai Due - Rai sport                                                                                              |                            |
| Kroatien  | Kroatien  | HRT                | |                            |
| Norge     | Norge     | NRK                | NRK1, NRK2 (24 t), SportN HD (24 t), nrk.no på internet (5 live-kanaler) och NRK Mobil på mobil (5 live-kanaler) | 700 timmar (NRK1 och NRK2) |
| Portugal  | Portugal  | RTP                | RTPi |                            |
| Ryssland  | Ryssland  | RTR Pervyj Kanal   | RTR Pervyj Kanal                                                                                                 |                            |
| Serbien   | Serbien   | RTS                | RTS 1 och RTS 2                                                                                                  |                            |
| Slovenien | Slovenien | RTV Slovenija      | RTV Slovenija 1, 2, 3                                                                                            |                            |
| Sverige   | Sverige   | SVT                | SVT1, SVT24 (på TV och Internet), Peking+ (enbart Internet) samt SVT HD                                          | 700 timmar                 |
| Turkiet   | Turkiet   | TRT                | TRT3 |                            |
| Tyskland  | Tyskland  | ARD ZDF Anixe      | ARD - EinsPlus - EinsFestival ZDF - ZDFinfokanal - ZDFdokukanal Anixe HD                                         | 300 timmar                 |
| Ungern    | Ungern    | Magyar Televízió   | M2 |                            |
| USA       | USA       | NBC Universal      | |                            |

## Deltagande länder
Totalt deltog 204 länder i spelen 2008. Detta innebar att alla utom en av de nationella kommittéerna i världen ställde upp med trupper. Marshallöarna, Montenegro och Tuvalu debuterade vid dessa spel. Det enda landet som inte ställde upp var Brunei.
| | | | |
| - Afghanistan - Albanien - Algeriet - Amerikanska Jungfruöarna - Amerikanska Samoa - Andorra - Angola - Antigua och Barbuda - Argentina - Armenien - Aruba - Australien - Azerbajdzjan - Bahamas - Bahrain - Bangladesh - Barbados - Belgien - Belize - Benin - Bermuda - Bhutan - Bolivia - Bosnien och Hercegovina - Botswana - Brasilien - Brittiska Jungfruöarna - Bulgarien - Burkina Faso - Burma - Burundi - Caymanöarna - Centralafrikanska republiken - Chile - Colombia - Cooköarna - Costa Rica - Cypern - Danmark - Djibouti - Dominica - Dominikanska republiken - Ecuador - Egypten - Ekvatorialguinea - Elfenbenskusten - El Salvador - Eritrea - Estland - Etiopien - Fiji | - Filippinerna - Finland - Frankrike - Förenade arabemiraten - Gabon - Gambia - Georgien - Ghana - Grekland - Grenada - Guam - Guatemala - Guinea - Guinea-Bissau - Guyana - Haiti - Honduras - Hongkong - Indien - Indonesien - Irak - Iran - Irland - Island - Israel - Italien - Jamaica - Japan - Jemen - Jordanien - Kambodja - Kamerun - Kanada - Kap Verde - Kazakstan - Kenya - Kina - Kinesiska Taipei - Kirgizistan - Kiribati - Komorerna - Kongo-Brazzaville - Kongo-Kinshasa - Kroatien - Kuba - Kuwait - Laos - Lesotho - Lettland - Libanon - Liberia | - Libyen - Liechtenstein - Litauen - Luxemburg - Madagaskar - Makedonien - Malawi - Malaysia - Maldiverna - Mali - Malta - Marocko - Marshallöarna - Mauretanien - Mauritius - Mexiko - Mikronesiska federationen - Moçambique - Moldavien - Monaco - Mongoliet - Montenegro - Namibia - Nauru - Nederländerna - Nederländska Antillerna - Nepal - Nicaragua - Niger - Nigeria - Nordkorea - Norge - Nya Zeeland - Oman - Pakistan - Palau - Palestina - Panama - Papua Nya Guinea - Paraguay - Peru - Polen - Portugal - Puerto Rico - Qatar - Rumänien - Rwanda - Ryssland - Saint Kitts och Nevis - Saint Lucia - Saint Vincent och Grenadinerna | - Salomonöarna - Samoa - San Marino - São Tomé och Príncipe - Saudiarabien - Schweiz - Senegal - Serbien - Seychellerna - Sierra Leone - Singapore - Slovakien - Slovenien - Somalia - Spanien - Sri Lanka - Storbritannien - Sudan - Surinam - Sverige - Swaziland - Sydafrika - Sydkorea - Syrien - Tadzjikistan - Tanzania - Tchad - Thailand - Tjeckien - Togo - Tonga - Trinidad och Tobago - Tunisien - Turkiet - Turkmenistan - Tuvalu - Tyskland - Uganda - Ukraina - Ungern - Uruguay - USA - Uzbekistan - Vanuatu - Venezuela - Vietnam - Vitryssland - Zambia - Zimbabwe - Österrike - Östtimor |